# Джанияны

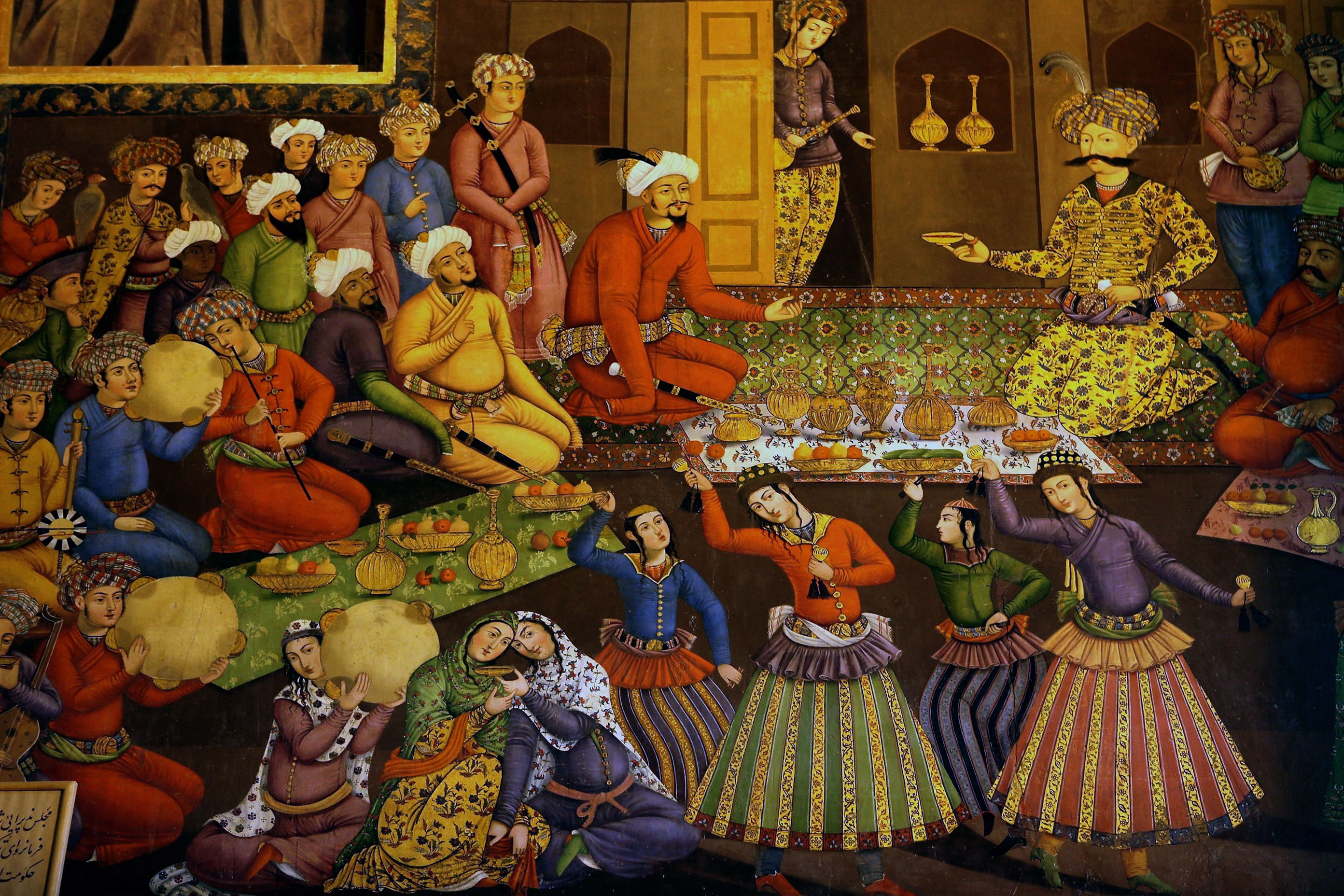
Шах Аббас I и Вали Мухаммад Хан

Джанияны (перс. اشترخانیان‎) или (перс. جانیان‎) — династия, правящая в XVII—XVIII вв. (XII—XII вв. по иранскому летоисчислению) в Бухаре и Мавераннахре. Название династии происходит от имени хана Джанбека или Джанибека — сына Яра Мухаммад-хана. Яр Мухаммад Амирзаде был одним из астраханских ханов и потомком Джучи — сына Чингисхана.

## История происхождения
Примерно в 1554 году (942 год по иранскому летоисчислению) из-за нападений России на Астрахань и последующего её захвата Яр Мухаммад со своим сыном Джанбеком бежал в Мавераннахр.
Сначала он отправился к своему двоюродному брату Хаджи-хану, но тот не был рад его визиту, и тогда Яр Мухаммад нашел убежище у Искандера Шейбани (годы правления: 1589—1612) в Бухаре. Тот тепло их встретил и выдал свою дочь Захру за Джанбека. У них родилось 5 детей: одна девочка и четыре сына.
После смерти Искандера к власти пришёл его сын Абдулла-хан (годы правления: 1612—1627). В качестве награды и для того, чтобы Джанбек и его сыновья поддерживали Абдуллу-хана во время войн и помогали управлять государством, он назначил Дина Мухаммада, сына Джанбека, правителем следующих городов: Нишапур, Тун, Кайен, Ниса и Абивард. Он также отправил вслед за ним его братьев. После Абдуллы-хана к власти пришёл его сын Абдулмумин-хан. В связи с разногласиями, он приказал арестовать Джанбека. Его сыновья обратились за помощью к Аббасу I (годы правления: 1587—1629).
В это время войско кызылбашей напало на Герат, но безуспешно. После полугода правления Абдулмумин был убит. После его смерти узбеки захватили власть в Герате.
Шах Аббас направил войско в Герат, чтобы захватит город и изгнать узбеков из Хорасана. Чтобы защитить город, предводители узбеков призвали Дина Мухаммада к власти, но тот вскоре был убит в начавшейся битве, и Аббас захватил Герат.
Тем временем, Джана пригласили править Бухарой, но он отказался в пользу своего сына Баки Мухаммад-хана.
В 1628 году Баки Мухаммад-хан основал в Бухаре династию Джаниянов и назначил своего брата Вали Мухаммада правителем города Балх. Как только Баки Мухаммад-хан пришёл к власти, его дед Яр Мухаммад, который тогда был в Кандагаре, пришёл повидаться с внуком. В дань уважения, Баки Мухаммад-хан назначил своего деда ханом одного из городов и назвал в его честь монету.
Но вскоре их отношения стали напряженными, Баки Мухаммад отлучил Яра Мухаммада от власти. Чтобы отомстить за своего брата Дина Мухаммада, он напал на город Кундуз, убил горожан и затем вернулся в Бухару.

## Внешняя политика
В период правления династии Джаниянов Бураха стала одним из ключевых городов и играла важную роль в конфликте с шиитским Ираном, так как некоторые военачальники Джаниянов были в хороших отношениях с суфиями.
Постоянной угрозой для Джаниянов были казахские племена и Хивинское Ханство.

## Культура
Литературным языком в период правления династии Джаниянов был персидский. Большинство поэтов и писателей этого времени создавали свои произведения на фарси.